# Almogía
Almogía – gmina w Hiszpanii, w prowincji Malaga, w Andaluzji, o powierzchni 162,89 km². W 2011 roku gmina liczyła 4195 mieszkańców.